# Pablo Tomeo
Pablo Tomeo Félez (Alloza, 23 de enero del 2000) es un futbolista español que juega como defensa en el Real Valladolid C. F. de la Segunda División de España.

## Trayectoria
Nacido en Alloza, Pablo se forma en el fútbol base del Andorra C. F., debutando con el primer equipo en la temporada 2016-17. En 2018 firmó por la S. D. Huesca para jugar en su cantera. Se convertiría en un habitual del filial oscense y logrando dos ascensos consecutivos. Logró debutar con el primer equipo el 12 de agosto de 2022 al partir como titular en un empate por 0-0 frente al Levante U. D. de la Segunda División de España. Jugó otros 18 encuentros y la siguiente temporada fichó por el C. D. Mirandés, donde en dos años participó en hasta 76 partidos.
El 16 de julio de 2025, tras haber quedado libre, se unió al Real Valladolid C. F. hasta junio de 2027.

## Clubes
Actualizado al último partido disputado el 21 de junio de 2025.
| Club                  | País   | Año           | Partidos | Goles |
| --------------------- | ------ | ------------- | -------- | ----- |
| Andorra C. F.         | España | 2017-2018     |          |       |
| S. D. Huesca "B"      | España | 2019-2022     |          |       |
| S. D. Huesca          | España | 2022-2023     | 19       | 0     |
| C. D. Mirandés        | España | 2023-2025     | 76       | 6     |
| Real Valladolid C. F. | España | 2025-presente |          |       |